# Draco quadrasi
Draco quadrasi là một loài thằn lằn trong họ Agamidae. Loài này được Boettger mô tả khoa học đầu tiên năm 1893.